# Prospiano
Prospiano (Pruspiàn in dialetto varesotto), è una frazione di Gorla Minore, in provincia di Varese, nella Valle Olona. È uno dei rioni del Palio di Gorla Minore.

## Storia
Prospiano è un piccolo centro di antica origine; apparteneva alla Pieve di Olgiate Olona del Ducato di Milano. Abitato da 157 abitanti al censimento del 1751, nel 1786 entrò nella neocostituita Provincia di Varese, soppressa dopo cinque anni. Qui vi ebbe terra la famiglia dei Nobili Forni di Milano nel XVIII secolo. Al censimento del 1805 si registrarono 150 abitanti. Il governo napoleonico decretò la soppressione del comune nel 1809, aggregandolo dapprima a Olgiate Olona e poi a Gorla Minore. La politica restauratrice degli austriaci portò nel 1816 al ristabilimento del Comune di Prospiano nel 1816, con la costituzione del Regno Lombardo-Veneto, e l'abitato cominciò lentamente a crescere, giungendo a 265 residenti nel 1853, e 310 nel 1861. Nel 1870, con regio decreto di Vittorio Emanuele II, il comune fu nuovamente soppresso e aggregato a Gorla Minore .

## Monumenti e luoghi d'interesse

### Architetture religiose
La chiesa principale è dedicata ai santi Nazaro e Celso. Un'altra chiesa, di più recente costruzione, è quella progettata dall'architetto bustocco Richino Castiglioni e costruita nel 1962, dedicata ai medesimi santi. All'interno, nell'area presbiteriale, è visibile un grande organo realizzato dalla ditta Balbiani Vegezzi Bossi di Milano.
Sempre in località Prospiano, nella zona di campagne, vi è il santuario dedicato alla Madonna dell'Albero (santüari da Madòna du Albar nel dialetto locale).

## Infrastrutture e trasporti
La stazione di Prospiano, attivata nel 1904, era posto lungo la ferrovia di Valmorea; privata del traffico passeggeri nel 1952, fu soppressa definitivamente nel 1977 assieme all'intera linea.